# Tradigistbach
Der Tradigistbach ist ein rechter Zufluss zur Pielach nordöstlich von Kirchberg an der Pielach in Niederösterreich.
Der Tradigistbach entspringt nördlich des Lindenkogels (946 m ü. A.) in Tradigistdorf und fließt nach Westen ab. Von rechts münden in ihn der Bach von Grundlstein (auch Grandlstein), der Pichlgraben und der Schöngraben ein, von links der Rothenbach, sein größter Zubringer. Dieser entspringt nordwestlich von Tradigist unweit des Geisebens. Der Tradigistbach mündet nach zwei Kilometer Fließstrecke südlich von Warth von rechts in die Pielach. Sein Einzugsgebiet umfasst 21,0 km² in teilweise bewaldeter Landschaft. Der Tradigistbach bildet die Gemeindegrenze zwischen Kirchberg an der Pielach und Rabenstein an der Pielach.
Der Bach wurde zwischen 1108 und 1114 als Rategast erstmals schriftlich erwähnt. Der Name leitet sich von einem slawischen Personennamen *Rādīgasti ab.